# ФК Тосно
ФК Тосно е руски футболен клуб от едноименния град, основан през 2013 г.

## История
Тосно е създаден през март 2013 г. благодарение на финансирането на "Fort Group" и региналната обществена организация. За домакински стадион е избран „Кировец“ в град Тихвин, тъй като в Тосно няма арена, отговаряща на критериите за провеждане на професионални мачове. Първи треньор на отбора е Виктор Демидов. Под негово ръководство записват 22 мача без загуба, а при първото поражение Демидов е освободен. До края на 2013 г. Тосно е воден от треньора на вратарите Кирил Гашичев. На 4 март 2014 г. старши треньор става Олег Лешенский. На 12 март 2014 Тосно побеждава Спартак Москва в 1/8 финал от турнира за Купата на Русия с гол на Валентин Филатов в 114 минута. Това е четвъртият случай, в който третодивизионен отбор достига 1/4 финалната фаза на купата.
В дебютния си професионален сезон Тосно печели Руска Втора Дивизия, зона запад. В началото на сезон 2014/15 треньор става българинът Николай Костов. Осъществен е и първият звезден трансфер на отбора – привлечен е бившият играч на Спартак Москва Александър Павленко. Той е и настоящият капитан на отбора. Сезон 2014/15 стартира ударно за Тосно, като те са начело в класирането в първите няколко кръга, но към края на полусезона се отпускат на 5 позиция. На 4 декември 2014 г. треньор става Александър Григорян.
Клубът строи собствен стадион, като планираният капацитет е 10 000 места.

## Успехи
- Купа на Русия по футбол: 2017/2018
- Руска Втора Дивизия – Запад: 2013/14